# 몸값 (드라마)
《몸값》(영어:Bargain) 2022년 10월 28일부터 공개된 TVING 오리지널 드라마이다.

## 개봉 전 정보
- 이충현 감독의 단편영화 《몸 값》을 장편화한 6부작 프로젝트다.

- 대지진이 덮친 건물 속 바깥 세상과의 완전한 단절이 만들어낸 아수라장에서 살아남기 위한 인간들의 밟고 밟히는 무자비한 사투가 흥미롭게 그려질 예정이라고 한다.

- 2022년 TVING 라인업 영상에서 첫 스틸컷 2종이 공개되었다.

## 출연진

### 주연
- 진선규: 노형수 역 - 본작의 메인 주인공. 강원춘천중부경찰서 강력반, 몸값을 흥정하던 중 뜻밖의 위기에 휘말리는 남자.
- 전종서: 박주영 역 - 본작의 메인 여주인공. 대상을 가리지 않는 몸값 흥정 전문가.
- 장률: 고극렬 역 - 본작의 서브 주인공. 절박한 상황에서 몸값 흥정에 뛰어들 수 밖에 없었던 남자.

### 조연
- 박형수: 곽희숙 역 - 장기매매 업체의 부사장.
- 정인겸: 사장 역 - 장기매매 업체의 사장.
- 강길우: 민씨 역 - 잔인함과 서늘함, 그리고 기묘한 위압감까지 지닌 알콜중독자.
- 박진: 부관 역
- 정회린: 세은 역 - 장기매매 업체에서 일하는 여자 직원.
- 신재휘: 창선 역 - 장기매매 업체에서 일하는 남자 직원.
- 오민애: 이춘남 역
- 양조아: 정장녀 역
- 이주영: 기도녀 역

### 특별출연
- 장윤주: 엽총녀 역 - 쿠키 영상에 등장하는 인물. 엽총남의 아내.
- 현봉식: 엽총남 역 - 쿠키 영상에 등장하는 인물. 엽총녀의 남편.

## 참고 사항
- 진선규는 KBS 2TV 수목 드라마 《너에게 가는 속도 493KM》 이후로 7개월만에 재회했다.
- 전종서는 넷플릭스 드라마 《종이의 집: 공동경제구역》 이후로 5개월만에 재회했다.
- 장률은 MBC 금토드라마 《금수저》 이후로 2개월만에 재회했다.
- 장윤주는 KBS 2TV 월화 드라마 《퍼퓸》 이후로 3년만에 재회했다.